# Сніданок на траві (фільм, 1979)
«Сніданок на траві» (рос. «Завтрак на траве») — російський радянський художній фільм 1979 року режисера Микола Александровича за мотивами оповідань Анатолія Черноусова.

## Сюжет
Вожатий піонерського табору Іван Ковальов наполегливо добивається поваги своїх підопічних…

## У ролях
- Сергій Проханов
- Валентина Тализіна
- Тетяна Лебедькова
- Людмила Гравесен
- Максим Широков
- Олександр Коптєв
- Ігор Князєв
- Саша Жданов
- Таня Самсонова
- Олександр Дем'яненко
- Геннадій Ялович
- Володимир Новіков
- Ірина Юревич

## Творча група
- Автор сценарію: Михайло Львовський
- Режисер-постановник: Микола Александрович
- Оператори-постановники: Володимир Брусин
- Художник-постановник: Володимир Углов
- Композитор: Володимир Шаїнський